# Grande Prêmio Ciclista a Marsellesa de 2019
A 40.ª edição da clássica ciclista Grande Prêmio Ciclista a Marsellesa foi uma corrida na França que se celebrou a 3 de fevereiro de 2019 sobre um percurso de 139,8 quilómetros com início e final na cidade de Marselha.
A corrida faz parte do UCI Europe Tour de 2019, na categoria 1.1.
A corrida foi ganha pelo corredor francês Anthony Turgis da equipa Direct Énergie, em segundo lugar o francês Romain Combaud da Delko Marseille Provence e em terceiro lugar o belga Tom Van Asbroeck da Israel Cycling Academy.

## Equipas participantes
Tomaram parte na carreira 16 equipas: 2 de categoria UCI World Tour de 2019 convidados pela organização; 11 de categoria Profissional Continental; e 3 de categoria Continental. Formando assim um pelotão de 112 ciclistas dos que acabaram 96. As equipas participantes foram:
| Equipes WorldTeam (2)- AG2R La Mondiale - Groupama-FDJ Equipes profissionais Continentais (11)- Delko-Marseille Provence - Cofidis, Solutions Crédits - Direct Énergie - Arkéa-Samsic - Vital Concept-B&B Hotels - Gazprom-RusVelo - Sport Vlaanderen-Baloise - Wanty-Groupe Gobert - Euskadi Basque Country-Murias - Israel Cycling Academy - Wallonie Bruxelles Equipes Continentais (3)- Saint Michel-Auber 93 - Natura4Ever-Roubaix Lille Métropole - Sovac |
| |

## Classificações finais
- As classificações finalizaram da seguinte forma:[2]

### Classificação geral
| \| Classificação geral \| Classificação geral \| Classificação geral \| Classificação geral \| Classificação geral \| \| Ciclista \| Ciclista \| Equipe \| Tempo \| \| \| ------------------- \| ------------------- \| -------------------------- \| ------------------- \| ------------------- \| \| 1. \| Anthony Turgis \| Direct Énergie \| 3h39m47s \| \| \| 2. \| Romain Combaud \| Delko Marseille Provence \| + 0s \| \| \| 3. \| Tom Van Asbroeck \| Israel Cycling Academy \| + 23s \| \| \| 4. \| Julien Trarieux \| Delko Marseille Provence \| + 23s \| \| \| 5. \| Zico Waeytens \| Cofidis, Solutions Crédits \| + 23s \| \| \| 6. \| Lilian Calmejane \| Direct Énergie \| + 23s \| \| \| 7. \| Clément Venturini \| AG2R La Mondiale \| + 23s \| \| \| 8. \| Milan Menten \| Sport Vlaanderen-Baloise \| + 23s \| \| \| 9. \| Kévin Le Cunff \| Saint Michel-Auber 93 \| + 23s \| \| \| 10. \| Aimé De Gendt \| Wanty-Gobert \| + 23s \| \| |                   |                            |          |
| |                   |                            |          |
| Fonte: ProCyclingStats |                   |                            |          |
| Classificação geral |                   |                            |          |
| Ciclista | Ciclista          | Equipe                     | Tempo    |
| 1. | Anthony Turgis    | Direct Énergie             | 3h39m47s |
| 2. | Romain Combaud    | Delko Marseille Provence   | + 0s     |
| 3. | Tom Van Asbroeck  | Israel Cycling Academy     | + 23s    |
| 4. | Julien Trarieux   | Delko Marseille Provence   | + 23s    |
| 5. | Zico Waeytens     | Cofidis, Solutions Crédits | + 23s    |
| 6. | Lilian Calmejane  | Direct Énergie             | + 23s    |
| 7. | Clément Venturini | AG2R La Mondiale           | + 23s    |
| 8. | Milan Menten      | Sport Vlaanderen-Baloise   | + 23s    |
| 9. | Kévin Le Cunff    | Saint Michel-Auber 93      | + 23s    |
| 10. | Aimé De Gendt     | Wanty-Gobert               | + 23s    |

## UCI World Ranking
O Grande Prêmio Ciclista a Marsellesa outorgara pontos para o UCI World Ranking para corredores das equipas nas categorias UCI World Team, Profissional Continental e Equipas Continentais. A seguinte tabela são o barómetro de pontuação e os corredores que obtiveram pontos:
| Posição   | 1.º | 2.º | 3.º | 4.º | 5.º | 6.º | 7.º | 8.º | 9.º | 10.º | 11.º | 12.º | 13.º-15.º | 16.º-25.º |
| Pontuação | 125 | 85  | 70  | 60  | 50  | 40  | 35  | 30  | 25  | 20   | 15   | 10   | 5         | 3         |

| Classificação |                   |                          |        |
| Posição       | Ciclista          | Equipa                   | Pontos |
| ------------- | ----------------- | ------------------------ | ------ |
| 1.º           | Anthony Turgis    | Direct Énergie           | 125    |
| 2.º           | Romain Combaud    | Delko Marseille Provence | 85     |
| 3.º           | Tom Van Asbroeck  | Israel Cycling Academy   | 70     |
| 4.º           | Julien Trarieux   | Delko Marseille Provence | 60     |
| 5.º           | Zico Waeytens     | Cofidis                  | 50     |
| 6.º           | Lilian Calmejane  | Direct Énergie           | 40     |
| 7.º           | Clément Venturini | AG2R La Mondiale         | 35     |
| 8.º           | Milan Menten      | Sport Vlaanderen-Baloise | 30     |
| 9.º           | Kévin Le Cunff    | Saint Michel-Auber93     | 25     |
| 10.º          | Aimé De Gendt     | Wanty-Gobert             | 20     |